# جوش غيلبرت
جوش غيلبرت (بالإنجليزية: Josh Gilbert)‏ هو مخرج أمريكي، ولد في 1962.